# Wehrerker

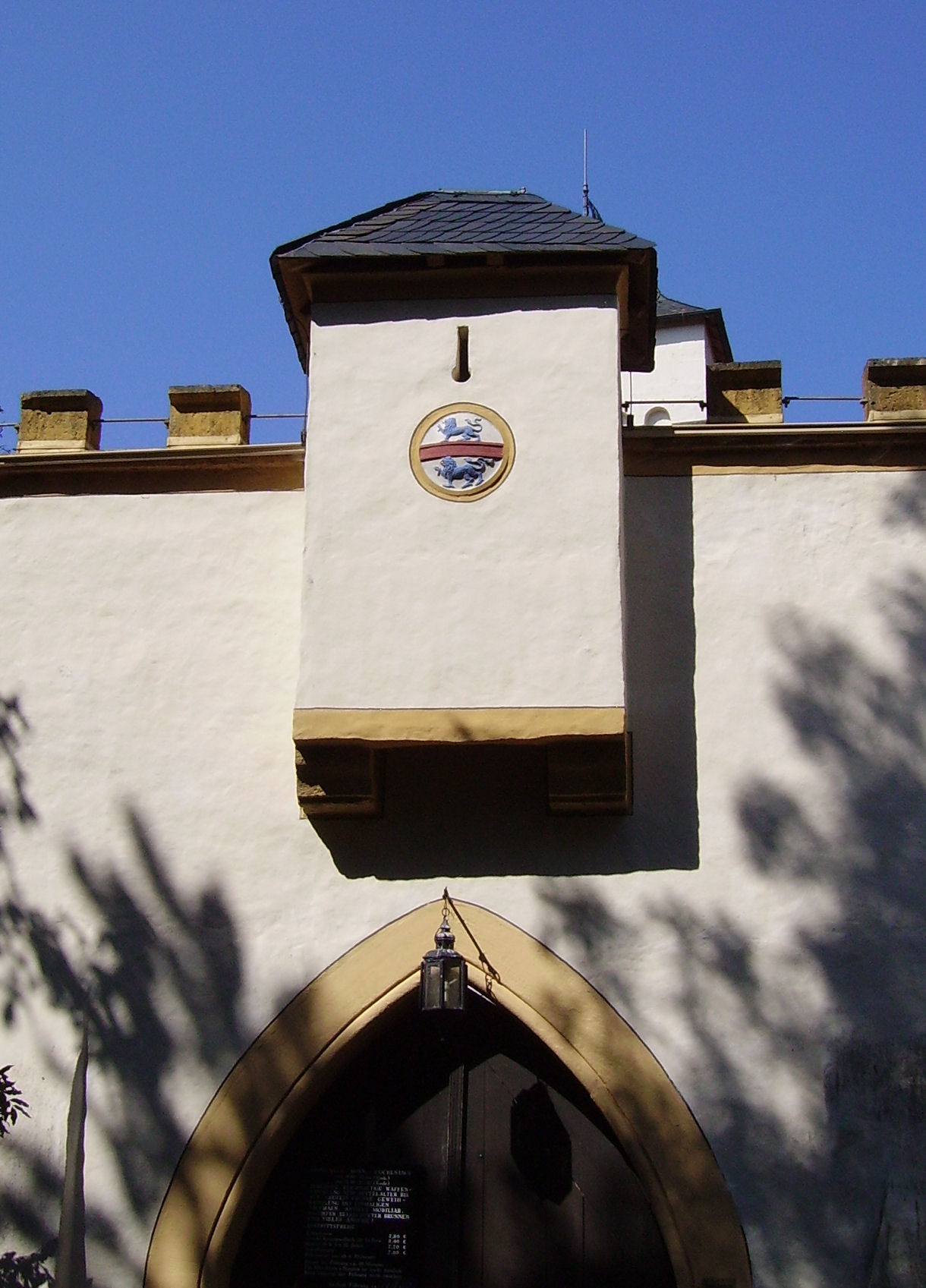
Wehrerker mit Schießscharte (Schloss Greifenstein, 16. Jh.)

Als Wehrerker, Gusserker, Wurferker oder Pechnase bezeichnet man einen kleinen, nach unten offenen Vorbau (Erker) an den Mauern von Burgen und mittelalterlichen Festungen, aber auch an mittelalterlichen Stadtbefestigungen (Stadtmauern, Stadttore, Wehrtürme) und Wehrkirchen. Entsprechende Anbauten gab es bereits an den Hauptzugängen spätrömischer Kastelle im Vorderen Orient.

## Ursprung

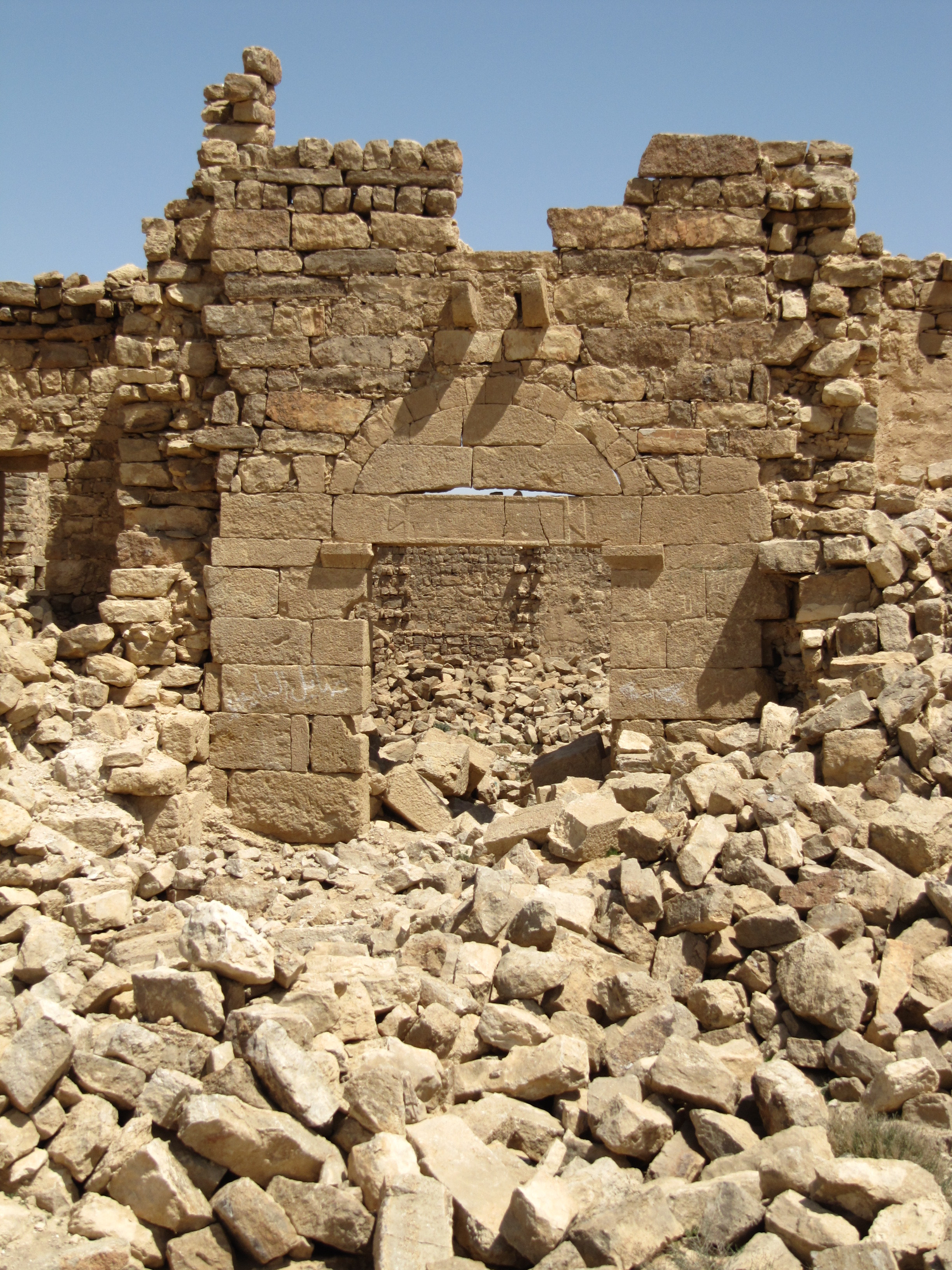
Reste eines Wehrerkers mit Maschikuli über dem Haupteingang des spätrömischen Kastells Qasr Bshir am jordanischen Wüstenlimes.

Ein in der Wissenschaft mehrfach diskutiertes Detail war ein im Orient an mehreren spätrömischen Militärbauten über den Hauptzugängen angebrachter Wehrerker mit einem Maschikuli. In der Vergangenheit wurde vielfach angenommen, dass diese Form des Wehrerkers eine Erfindung des Frühmittelalters gewesen sei und diese Anbauten daher eine Zutat früher Muslime nach der islamischen Eroberung der Levante gewesen sind. Diese nutzen etliche verlassene römische Garnisonen für ihre Zwecke um. Der spanische Architekt und Archäologe Ignacio Arce, konnte jedoch bis 2010 durch vergleichende Bauforschung an verschiedenen Kastellen den Nachweis für eine tetrarchische Konstruktion dieser Abwehrvorrichtung erbringen. Die Wehrerker der untersuchten Anlagen waren erwiesen spätrömisch und sind daher als eine Erfindung des 4. Jahrhunderts anzusehen. Unklar ist jedoch noch der Ursprung dieser Bauzutat.

## Funktion
Der meistens über dem Burgtor angebrachte Wehrerker gestattete es, Ankömmlinge geschützt von hoher Position aus anzusprechen, doch diente er vor allem der Verteidigung des Tores und ist aus diesem Grunde in der Regel mit Schießscharten ausgestattet und hat gleichzeitig oft die Funktion eines „Wurferkers“.
Der „Gusserker“ oder „Wurferker“ ist mit Maschikulis (Wurf- oder Gussöffnungen) bewehrt. Letztere dienten der Verteidigung des toten Schusswinkels unter dem Erker durch den Bewurf des Belagerers und seiner Geräte mit Steinen oder (seltener) dem Ausguss von siedenden Flüssigkeiten wie Wasser oder Öl. Ob dabei tatsächlich auch Pech zum Einsatz kam, ist zweifelhaft, doch geht auf diese Vorstellung die erst seit dem 19. Jahrhundert gebräuchliche Bezeichnung Pechnase zurück.

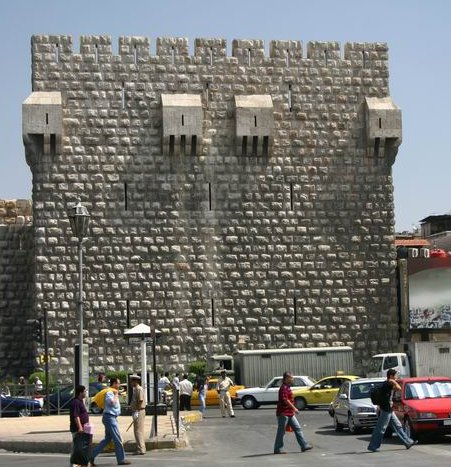
Gusserker an der Zitadelle von Damaskus (13. Jh.)
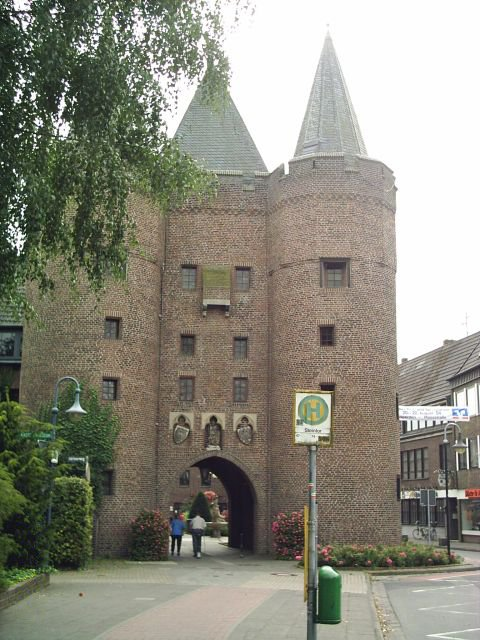
Gusserker, Steintor in Goch (14. Jh.)
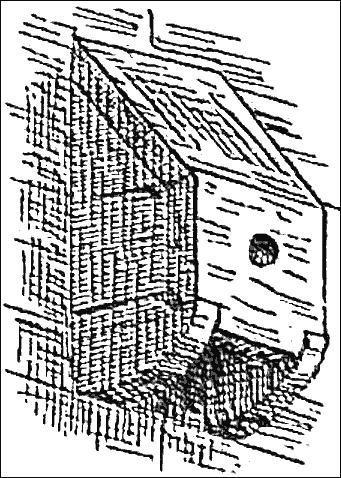
Pechnase
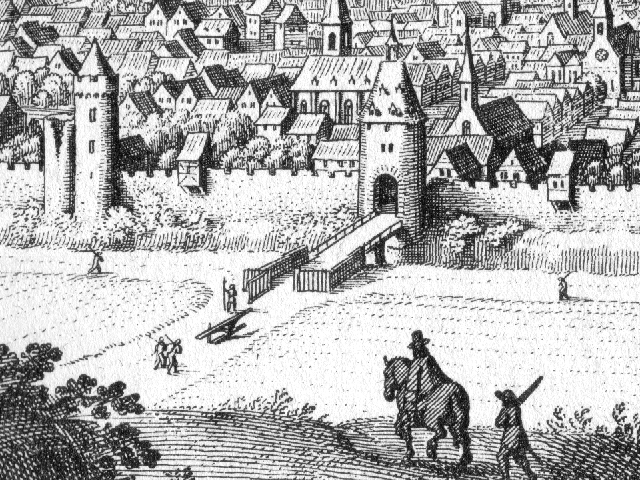
Hölzerne Wehrerker auf der Stadtmauer von Aachen, Merian 1647
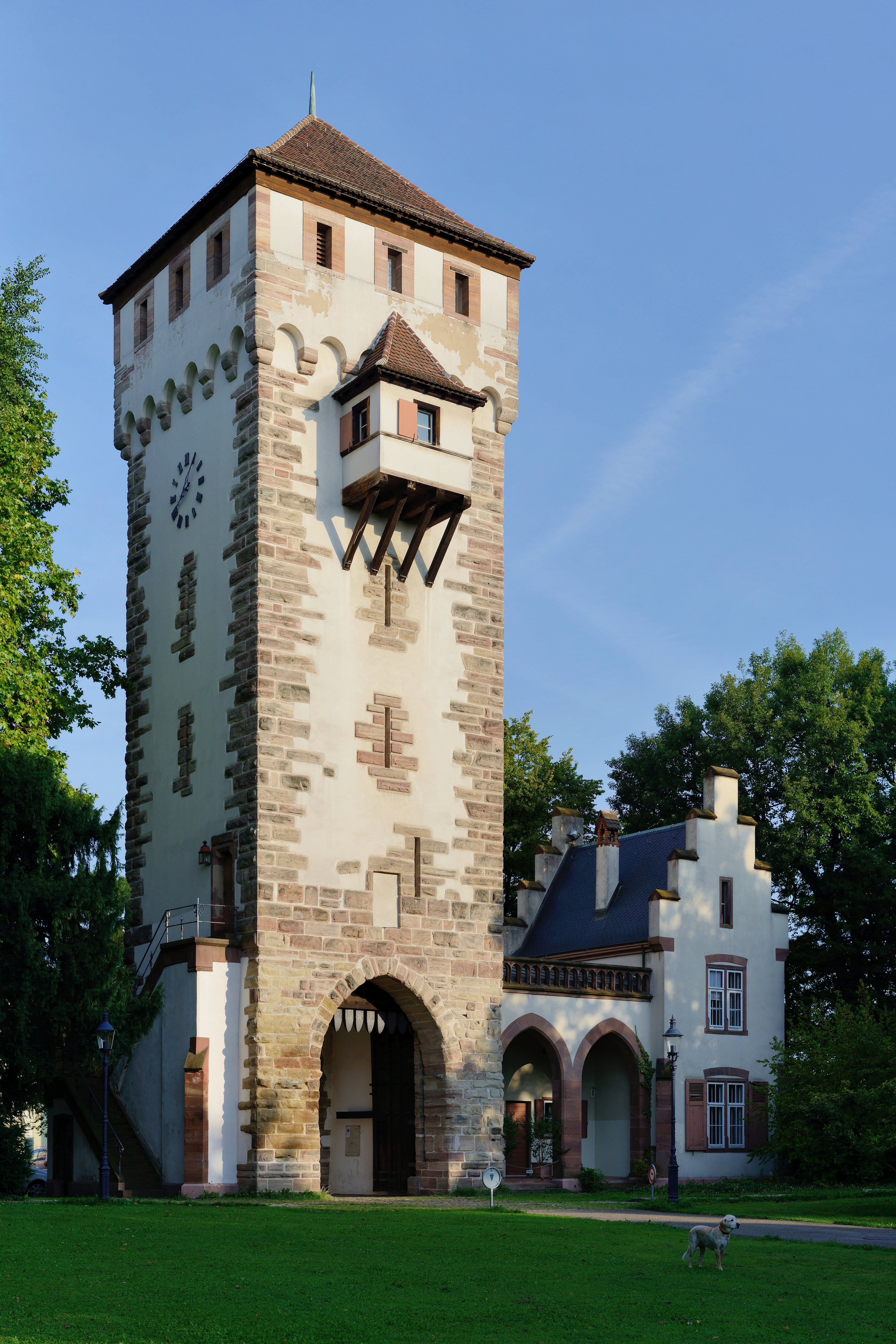
Basel – St. Alban-Tor (14. Jh.)
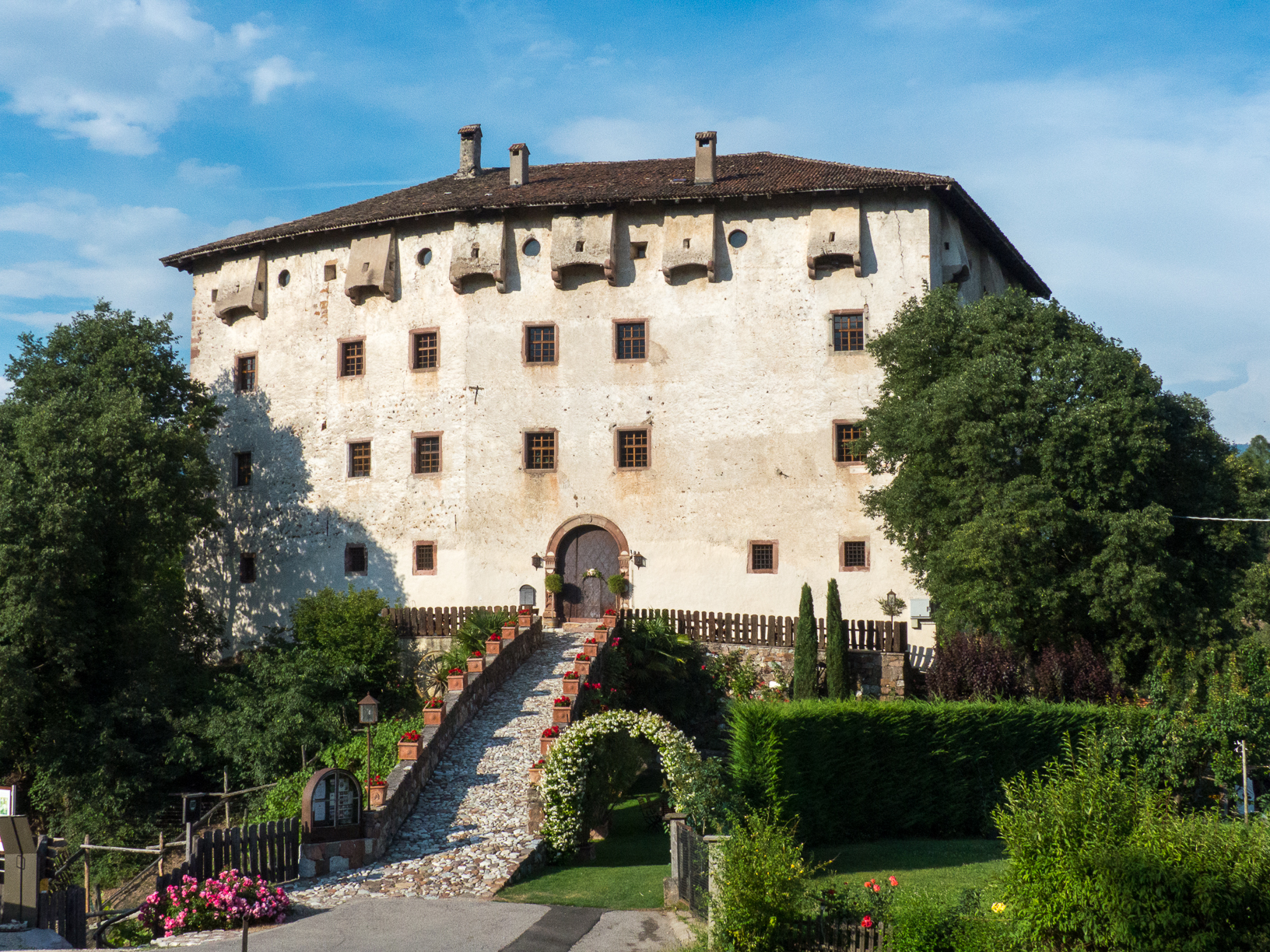
Pechnasen am Schloss Katzenzungen

## Aborterker
Der Aborterker, der eine ähnliche Bauform aufweist, ist nicht mit dem Wehrerker zu verwechseln. Er dient zur Entsorgung von Exkrementen und befindet sich daher meistens über dem Burggraben, niemals aber über einem Tor oder einem Fenster.
In spanischen Donjons ist der Abort manchmal in einer Pechnase zu finden (siehe Burg Guadamur).